# Villa Puente
Villa Puente ist eine Ortschaft im Departamento Oruro im Hochland des südamerikanischen Andenstaates Bolivien.

## Lage im Nahraum
Villa Puente ist direkter Nachbarort der Stadt Caracollo und bildet mit dieser zusammen den Subkanton Caracollo mit 6361 Einwohnern (2012). Villa Puente liegt im Municipio Caracollo in der Provinz Cercado auf einer Höhe von 3791 m. Bei Villa Puente vereinigen sich die beiden von Norden kommenden Flüsse Río Sau Sau und Río Jalsuri Jahuira zum Río Wila Huaranca, der als periodisches Gewässer zum Lago Uru Uru bei Oruro fließt.

## Geographie
Villa Puente liegt am östlichen Rand des bolivianischen Altiplano vor der Hochgebirgskette der Cordillera Central. Die Vegetation der Region ist karg, denn in dieser Höhe ist kein üppiges Wachstum mehr möglich. Die Region hat ein typisches Tageszeitenklima, bei dem die täglichen Temperaturschwankungen stärker ausgeprägt sind als die Temperaturschwankungen zwischen Winter und Sommer.
Die Jahresdurchschnittstemperatur liegt im langjährigen Mittel bei 8 °C, die Monatswerte schwanken zwischen 4 °C im Juni/Juli und 11 °C im Dezember (siehe Klimadiagramm Caracollo). Nächtliche Frosttemperaturen sind jedoch zu fast jeder Jahreszeit möglich. Der Jahresniederschlag liegt bei niedrigen 400 mm, wobei von April bis Oktober eine ausgeprägte Trockenzeit herrscht und nur von Dezember bis März nennenswerte Niederschläge von bis zu 100 mm im Monatsmittel fallen. Aufgrund der geringen Niederschläge ist der Himmel meist klar und von intensiv blauer Farbe.

## Verkehrsnetz
Villa Puente liegt 38 Straßenkilometer nordnordwestlich der Großstadt Oruro, Hauptstadt des gleichnamigen Departamentos. Bei Caracollo liegt der Schnittpunkt verschiedener überregionaler Nationalstraßen Boliviens.
Von Nord nach Süd verläuft durch Caracollo und Villa Puente die Ruta 1, eine 1215 Kilometer lange Nationalstraße, die von Desaguadero am Titicaca-See im Norden den gesamten Altiplano durchquert und in Bermejo an der argentinischen Grenze endet.
Von Ost nach West werden Caracollo und Villa Puente von der Ruta 4 durchquert, die von Tambo Quemado an der chilenischen Grenze über Cochabamba und Santa Cruz nach Puerto Suárez an der Grenze zu Brasilien führt.
Villa Puente ist außerdem Anfangspunkt der Ruta 44, die von hier aus in nordöstlicher Richtung die Serranía de Sicasica erschließt und in der Stadt Colquiri endet.

## Bevölkerung
Die Einwohnerzahl von Villa Puente ist im Jahrzehnt zwischen den beiden letzten Volkszählungen leicht zurückgegangen:
| Jahr | Einwohner         | Quelle       |
| ---- | ----------------- | ------------ |
| 1992 | keine Detaildaten | Volkszählung |
| 2001 | 1166              | Volkszählung |
| 2012 | 1005              | Volkszählung |
| 2024 |                   | Volkszählung |